# Superliga 2 femenina de voleibol de España 2016-17
La Superliga femenina 2 de voleibol de España es la categoría de plata del voleibol femenino español. Aquí se recogen las clasificaciones de la temporada 2016-2017.

## Equipos Grupo A
Equipos participantes en la temporada 2016-2017 en Superliga femenina 2 de voleibol (grupo A).
| Club                            | Nombre                       | Sede                   | Región              | Pabellón                              |
| ------------------------------- | ---------------------------- | ---------------------- | ------------------- | ------------------------------------- |
| CD Universidad de Valladolid    | CD Universidad de Valladolid | Valladolid             | Castilla y León     | Pabellón Fuente de la Mora            |
| CV Madrid Chamberí              | CV Madrid Chamberí           | Madrid                 | Comunidad de Madrid | Estadio de Vallehermoso               |
| Club Voleibol Torrelavega       | C.V. Torrelavega             | Torrelavega            | Cantabria           | Pab. Municipal La Habana Vieja        |
| CAEP Soria                      | CAEP Soria                   | Soria                  | Castilla y León     | Polideportivo Municipal Los Pajaritos |
| Club Voleibol Cuesta Piedra     | Cuesta Piedra Santa Cruz     | Santa Cruz de Tenerife | Canarias            | Palacio de los Deportes               |
| Club Voleibol Emevé             | Emevé                        | Lugo                   | Galicia             | Pabellón Municipal de Deportes        |
| Club Voleibol Alcobendas        | Feel Volley Alcobendas       | Alcobendas             | Comunidad de Madrid | Pabellón Luis Buñuel                  |
| Zalaeta                         | Fisiomás Zalaeta             | La Coruña              | Galicia             | Polideportivo Barrio de Las Flores    |
| Real Grupo de Cultura Covadonga | RGC Covadonga                | Gijón                  | Asturias            | Polideportivo Braulio García          |
| RED Pisos CV Torrejón           | RED Pisos CV Torrejón        | Torrejón de Ardoz      | Comunidad de Madrid | P.M. José Antonio Paraíso             |
| Xuvenil Teis                    | Xuvenil Teis                 | Vigo                   | Galicia             | Pabellón Municipal de Teis            |

### Competición
Clasificación tras la disputa de la jornada 22.
| Pos | Equipo                       | Pts. | J 1 | J 2 | J 3 | J 4 | J 5 | J 6 | J 7 | J 8 | J 9 | J 1 0 | J 1 | J 1 2 | J 1 3 | J 1 4 | J 1 5 | J 1 6 | J 1 7 | J 1 8 | J 1 9 | J 2 0 | J 2 1 | J 2 |
| --- | ---------------------------- | ---- | --- | --- | --- | --- | --- | --- | --- | --- | --- | ----- | --- | ----- | ----- | ----- | ----- | ----- | ----- | ----- | ----- | ----- | ----- | --- |
| 1   | CV Madrid Chamberí           | 48   | 3   | 3   | 0   | 3   | 1   | 3   | 3   | 3   | -   | 3     | 2   | 3     | 0     | 1     | 3     | 3     | 2     | 3     | 0     | -     | 3     | 3   |
| 2   | RGC Covadonga                | 47   | 3   | 3   | 3   | 3   | 3   | 0   | 1   | 3   | 2   | -     | 3   | 2     | 3     | 2     | 3     | 2     | 1     | 3     | 2     | 2     | -     | 3   |
| 3   | Cuesta Piedra Santa Cruz     | 44   | -   | 3   | 2   | 3   | 1   | 0   | 3   | 0   | 1   | 3     | 3   | -     | 3     | 3     | 3     | 3     | 3     | 3     | 3     | 1     | 3     | 0   |
| 4   | CAEP Soria                   | 34   | 0   | -   | 3   | 3   | 2   | 3   | 2   | 1   | 3   | 3     | 0   | 0     | -     | 0     | 2     | 0     | 3     | 0     | 3     | 3     | 0     | 3   |
| 5   | CD Universidad de Valladolid | 33   | 3   | 3   | 3   | 0   | 3   | 3   | -   | 2   | 3   | 2     | 0   | 3     | 0     | 2     | 0     | 3     | 0     | -     | 1     | 1     | 1     | 0   |
| 6   | Club Voleibol Torrelavega    | 33   | 3   | 0   | 0   | 3   | 2   | -   | 0   | 3   | 0   | 0     | 3   | 3     | 0     | 1     | 3     | 0     | -     | 2     | 1     | 3     | 3     | 3   |
| 7   | Emevé                        | 24   | 1   | 0   | -   | 0   | 3   | 0   | 3   | 1   | 3   | 0     | 0   | 2     | 0     | -     | 1     | 1     | 3     | 1     | 2     | 3     | 0     | 0   |
| 8   | Feel Volley Alcobendas       | 21   | 0   | 0   | 1   | 0   | -   | 3   | 3   | 2   | 3   | 1     | 3   | 0     | 0     | 0     | 0     | -     | 0     | 3     | 0     | 0     | 2     | 0   |
| 9   | Xuvenil Teis                 | 19   | 0   | 0   | 0   | 0   | 0   | 3   | 0   | -   | 0   | 3     | 0   | 0     | 3     | 3     | 0     | 1     | 2     | 0     | -     | 0     | 1     | 3   |
| 10  | Fisiomás Zalaeta             | 16   | 0   | 2   | 1   | -   | 0   | 0   | 0   | 0   | 0   | 0     | 1   | 1     | 3     | 0     | -     | 2     | 0     | 0     | 2     | 2     | 2     | 0   |
| 11  | RED Pisos CV Torrejón        | 11   | 2   | 1   | 2   | 0   | 0   | 0   | 0   | 0   | 0   | 0     | -   | 1     | 0     | 3     | 0     | 0     | 1     | 0     | 1     | 0     | 0     | -   |

Pts = Puntos; J = Jornada
Nota.- Hay varios partidos adelantados a sus respectivas jornadas.
|  | Juega fase de ascenso a Superliga. |
|  | Optan al descenso a Liga FEV.      |

## Equipos Grupo B
Equipos participantes en la temporada 2016-2017 en Superliga femenina 2 de voleibol (grupo B).
| Club                      | Nombre                    | Sede                  | Región               | Pabellón                               |
| ------------------------- | ------------------------- | --------------------- | -------------------- | -------------------------------------- |
| A.D. Algar Surmenor       | A.D. Algar Surmenor       | El Algar              | Región de Murcia     | Pabellón Escolar El Algar              |
| Almería Volley Grupo 2008 | Almería Volley Grupo 2008 | Almería               | Andalucía            | Pabellón de la Juventud Antonio Rivera |
| Tenerife Sur Voleibol     | Arona Tenerife Sur        | Arona                 | Canarias             | Pabellón Jesús Domínguez Grillo        |
| CV Elche Viziusport       | CV Elche Viziusport       | Elche                 | Comunidad Valenciana | Polideportivo La Hoya                  |
| CV Leganés                | cvleganes.com             | Leganés               | Comunidad de Madrid  | Pabellón Emilia Pardo Bazán            |
| Club Voleibol Cide        | JS Hotels Cide            | Palma de Mallorca     | Baleares             | Polideportivo CIDE                     |
| Mairena Voley             | Mairena Voley             | Mairena del Aljarafe  | Andalucía            | Pabellón Marina Alabau                 |
| Vóley Murcia              | UCAM Vóley Murcia         | Murcia                | Región de Murcia     | Pabellón Infante                       |
| CD Universidad de Granada | CD Universidad de Granada | Granada               | Andalucía            | Pabellón Fuentenueva-1                 |
| Volei Grau Castelló       | Volei Grau Castelló       | Castellón de la Plana | Comunidad Valenciana | Pabellón Pablo Herrera                 |

### Competición
Clasificación tras la disputa de la jornada 18.
| Pos. | Nombre                    | Pts. | J 1 | J 2 | J 3 | J 4 | J 5 | J 6 | J 7 | J 8 | J 9 | J 1 0 | J 1 | J 1 2 | J 1 3 | J 1 4 | J 1 5 | J 1 6 | J 1 7 | J 1 8 |
| ---- | ------------------------- | ---- | --- | --- | --- | --- | --- | --- | --- | --- | --- | ----- | --- | ----- | ----- | ----- | ----- | ----- | ----- | ----- |
| 1    | JS Hotels Cide            | 52   | 3   | 3   | 3   | 3   | 3   | 2   | 3   | 3   | 3   | 3     | 3   | 3     | 3     | 3     | 3     | 3     | 2     | 3     |
| 2    | Arona Tenerife Sur        | 40   | 3   | 3   | 3   | 3   | 3   | 3   | 3   | 0   | 3   | 3     | 3   | 3     | 3     | 3     | 0     | 0     | 1     | 0     |
| 3    | CD Universidad de Granada | 35   | 3   | 2   | 3   | 0   | 3   | 1   | 3   | 3   | 3   | 3     | 0   | 3     | 0     | 0     | 0     | 3     | 3     | 2     |
| 4    | CV Elche Viziusport       | 33   | 3   | 3   | 1   | 3   | 0   | 0   | 0   | 0   | 3   | 2     | 2   | 3     | 1     | 3     | 3     | 0     | 3     | 3     |
| 5    | A.D. Algar Surmenor       | 30   | 3   | 0   | 0   | 0   | 0   | 3   | 3   | 3   | 3   | 2     | 0   | 0     | 2     | 0     | 3     | 2     | 3     | 3     |
| 6    | Mairena Voley             | 26   | 0   | 1   | 2   | 0   | 3   | 3   | 0   | 3   | 0   | 1     | 3   | 0     | 0     | 1     | 3     | 0     | 3     | 3     |
| 7    | cvleganes.com             | 18   | 0   | 3   | 2   | 3   | 0   | 0   | 0   | 3   | 0   | 0     | 0   | 3     | 2     | 2     | 0     | 0     | 0     | 0     |
| 8    | Volei Grau Castelló       | 15   | 0   | 0   | 1   | 0   | 0   | 0   | 3   | 0   | 0   | 1     | 0   | 0     | 3     | 0     | 3     | 3     | 0     | 1     |
| 9    | UCAM Vóley Murcia         | 11   | 0   | 0   | 0   | 0   | 3   | 3   | 0   | 0   | 0   | 0     | 1   | 0     | 1     | 0     | 0     | 3     | 0     | 0     |
| 10   | Almería Volley Grupo 2008 | 10   | 0   | 0   | 0   | 3   | 0   | 0   | 0   | 0   | 0   | 0     | 3   | 0     | 0     | 3     | 0     | 1     | 0     | 0     |

Pts = Puntos; J = Jornada
Nota.- Hay varios partidos adelantados a sus respectivas jornadas.
|  | Juega fase de ascenso a Superliga. |
|  | Optan al descenso a Liga FEV.      |

## Play off de ascenso
Clasificación final.
| Pos. | Nombre             | Pts. | J 1 | J 2 | J 3 | J 4 | J 5 | J 6 |
| ---- | ------------------ | ---- | --- | --- | --- | --- | --- | --- |
| 1    | Arona Tenerife Sur | 12   | 2   | 3   | 1   | 2   | 2   | 2   |
| 2    | JS Hotels Cide     | 10   | 1   | 3   | 1   | 1   | 1   | 3   |
| 3    | RGC Covadonga      | 7    | 2   | 0   | 2   | 0   | 2   | 1   |
| 4    | CV Madrid Chamberí | 7    | 1   | 0   | 2   | 3   | 1   | 0   |